# Jimisola Laursen
Jimisola Andreas Laursen, född 13 juli 1977 i Malmö, är en svensk löpare (200 meter och 400 meter) som tävlar för Malmö AI. Han utsågs 2001 till Stor grabb nummer 457 i friidrott.
Laursen tog silvermedalj på 400 meter vid inomhus-EM 2002. Han innehade det svenska rekordet på 400 meter från 2001 till 2007. Han vann fem SM-tecken på 400 meter åren 1998 till 2003. Laursen innehar även det nordiska rekordet inomhus på samma distans, där lyder tiden 45,59.
Förutom sitt löpande, som han började med i en så sen ålder som 17, har Laursen en magisterexamen i datavetenskap vid Lunds universitet och har utbildat sig till pilot vid Trafikflyghögskolan i Ljungbyhed.
Jimisola Laursen avslutade sin elitsatsning på friidrott hösten 2010.

## Karriär (friidrott)
1998 vann Jimisola Laursen ett första SM-tecken på 400 meter, med 47,34.
Även 1999 vann han 400 vid SM, denna gång på 46,30.
Under inomhussäsongen 2000 slog Jimisola Laursen Rikard Rasmussons svenska inomhusrekord på 46,76 genom att i mitten av februari springa 400 meter på 46,47. En vecka senare var Laursen med på 400 meter vid inomhus-EM i Gent där han blev utslagen i semifinal. Vid inomhus-SM 2000 vann han 400 meter, på 47,07. Även vid SM utomhus tog han hem segern på 400 meter (46,63).
Under inomhussäsongen 2001 vann han SM på 200 meter med 21,43. Vid Inomhus-VM i Lissabon i mars 2001 deltog han på 400 meter och tog sig med säsongsbästa 46,82 i försöken vidare till semifinal men blev sedan utslagen. Vid VM utomhus 2001 i Edmonton, Kanada, deltog Laursen på 400 meter där han blev utslagen i semifinalen på 45,62, men i försöken satte han den 4 augusti nytt svenskt rekord med 45,54 i det han slog Eric Josjös 45,63 från 1981. Han deltog även på långa stafetten där han med lagkamraterna Johan Wissman, Mikael Jakobsson och Magnus Aare blev utslagen i försöken.
Under inomhussäsongen 2002 sprang Laursen 400 meter vid inomhus-EM i Wien. Han slog där det svenska rekordet tre gånger i tre lopp. Först vann han sitt försöksheat på nya rekordtiden 46,18. Därigenom förbättrade han sitt eget rekord från 2000 med 29 hundradelar. Sedan vann han även sitt semifinalheat, denna gång på 46,00. Till slut kom han tvåa och tog silver i finalloppet med nya rekordet 45,59.
Inomhus 2003 vann han SM på 400 meter med 47,21. Även vid utomhus-SM tog han hem guldmedaljen på 400 meter (nu på 46,57). Vid VM i Paris deltog han på 400 meter men slogs ut i försöken, med tiden 45,87.
Vid VM 2005 i Helsingfors var han med i det svenska långa stafettlaget som blev utslaget i försöken på 4x400 meter med tiden 3:03,62 (de andra var Mattias Claesson, Johan Wissman och Thomas Nikitin).

## De 10 snabbaste loppen
(Tid, arrangemang, plats, datum)

	45,54   VM                      Edmonton, CAN 	        04.08.2001
	45,59   IEM 	                Wien, AUT 	                03.03.2002
	45,62 	VM 	                Edmonton, CAN 	        06.08.2001
	45,67 	Meeting Madrid 2012 	Madrid, ESP 	        19.07.2003
	45,68 	SM 	                Uppsala/Studenternas 	18.08.2000
	45,74 	Memorial van Damme 	Bryssel, BEL 	        05.09.2003
	45,75 	MAI Galan 	        Malmö/Stadion 	        12.08.2003
	45,77 	Ludvikaspelen 	        Ludvika 	                27.06.2001
	45,79 	Arkivatorspelen 	Falköping 	                15.08.2000
	45,82 	Europacupen 	        Vasa, FIN 	                23.06.2001

## Personliga rekord
| Utomhus - 100 meter – 10,56 (Göteborg 2 juli 2005) - 100 meter – 10,73 (Vellinge 3 juni 2001) - 100 meter – 10,54 (medvind 4,0 m/s) (Helsingborg 13 juli 2003) - 200 meter – 21,09 (Helsingborg 8 juli 2000) - 200 meter – 21,10 (St Martin 4 maj 2002) - 200 meter – 21,41 (medvind 4,0 m/s) (Halmstad 19 juli 2008) - 300 meter – 33,25 (Lerum 22 augusti 1999) - 400 meter – 45,54 (Edmonton, Kanada 4 augusti 2001) | Inomhus - 60 meter – 6,91 (Malmö 7 februari 2004) - 60 meter – 6,83 (Malmö 24 januari 2004) - 200 meter – 21,14 (Malmö 23 februari 2002) - 400 meter – 45,59 (Wien, Österrike 3 mars 2002) |